# Установка дегідрогенізації пропану в Хеншуй
Установка дегідрогенізації пропану в Хеншуй — виробництво нафтохімічної промисловості Китаю в провінції Хебей у місті Хеншуй (дві з половиною сотні кілометрів на південь від Пекіна).
Враховуючи стрімке зростання в Китаї попиту на пропілен, а також появу на ринку все більшої пропозиції зріджених вуглеводневих газів, передусім внаслідок «сланцевої революції» в США, у цій азійській країні з 2013 по 2016 роки ввели в експлуатацію вісім установок гідрогенізації пропану. Одну з них, яка стала до ладу осінню 2016-го, спорудила в Хеншуй компанія Haiwei Group. Ця установка має потужність в 500 тисяч тонн пропілену на рік та здатна тривалий період часу працювати з навантаженням у 115 % номінального показника. Одночасно з нею Haiwei Group замовила лінію полімеризації, розраховану на випуск 600 тисяч тонн поліпропілену.
Для установки обрали технологію компанії Lummus — другу за поширеністю в світі після виробництво ліцензованих UOP (Honeywell).
Установка Haiwei Group має певну особливість в своєму розташуванні, оскільки станом на 2018 рік всі інші китайські заводи дегідрогенізації пропану (а таких налічується ще сім) звели на узбережжі країни. Це надає зручний доступ до міжнародного ринку зріджених вуглеводневих газів, тоді як розташована дещо вглиб країни установка в Хеншуй потребує додаткової організації сировинної логістики. На етапі до введення в експлуатацію її власники вели перемовини з компаніями, що володіють двома іншими виробництвами дегідрогенізації в Тяньцзіні (на відстані біля 200 км) та Яньтаї (понад 500 км), щодо використання їх терміналів. Через останній пункт зокрема були постачені обсяги пропану, необхідні для тестових процедур перед запуском виробництва. При цьому на площадці в Хеншуй споруджено резервуар для зберігання сировини ємністю 60 тисяч м3.
Можливо також відзначити, що Haiwei Group оголосила про наміри спорудження в провінції Хебей — у приморському місті Хуанхуа — другої установки дегідрогенізації такої ж потужності. При цьому в 2016-му компанія замовила спорудження в Jingxian (все той же Хебей) нової лінії поліпропілену з показником 200 тисяч тонн на рік.